# Demografia da Nova Zelândia

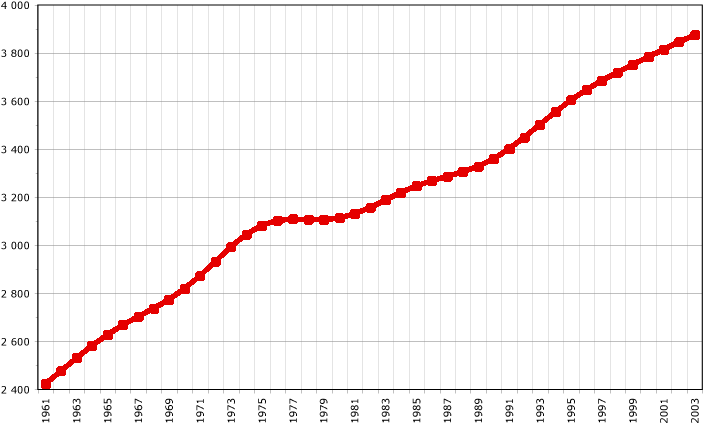
Gráfico da demografia da Nova Zelândia

A Demografia da Nova Zelândia engloba assuntos de gênero, etnia, religião, geografia e economia. Em 2023, a população da Nova Zelândia era de aproximadamente 5,2 milhões de pessoas. Neozelandeses, informalmente conhecidos como "Kiwis", predominantemente vivem na região da Ilha Norte. Suas cinco principais cidades são Auckland (com um-terço da população), Christchurch (na Ilha Sul), Wellington, Hamilton e Tauranga.
A maioria da população da Nova Zelândia é formada de descendente de europeus (cerca de 3 372 708  pessoas, ou 70% dos seus habitantes). Os nativos indígenas são os chamados Māori, que compreendem cerca de 16,5% da população (sua maior tribo são os Ngāpuhi, com 122 214 pessoas). Aproximadamente 15,3% da população é de origem Asiática e 7,4% são de outras ilhas do Pacífico Sul. Entre os séculos XVIII e XX, a esmagadora maioria dos imigrantes eram de origem europeia, especialmente da Grã-Bretanha e Irlanda. No final do século XX e começo do XXI, a maioria dos imigrantes passaram a vir da Ásia (chineses, indianos, filipinos e malaios, por exemplo). Auckland é a cidade etnicamente mais diversa, com 59% de sua população sendo branca de origem europeia, 23,1% são descendentes de asiáticos, 10,7% são Māori e 14,6% vem de outras ilhas do Pacífico próximas (como Fiji, Samoa, Tonga e Ilhas Cook). Há um crescimento entre casamentos interraciais, especialmente dentre a população mais jovem, o que faz com que muitas pessoas se identifiquem com mais de uma etnia. Em 2017, a taxa de nascimento era de 12,43 por 1 000 habitantes, com uma taxa anual de crescimento populacional de 2,1%.
O inglês e o māori (junto com a língua de sinais nacional) são os idiomas oficias do país. Cerca de 79% da população tem a variante do inglês neozelandês (que é muito similar ao australiano) como língua materna. A taxa de alfabetização da população é de 99% e os índices de educação são elevados. Cerca de 14,2% da população adulta tem um diploma de bacharelato ou superior, com, no geral, 30,4% tendo um diploma universitário e 22,4% não tendo uma qualificação formal após saírem da educação básica. A expectativa de vida é de 81,6 anos, uma das maiores do mundo. Em 2013, pelo menos metade da população se identificava como cristão (12,61% são católicos, 11,79% são anglicanos, 8,47% são presbiterianos e 15,14% de outras denominações), cerca de 3,6% são ou hindus ou budistas e 1,8% são muçulmanos. Quase 42% da população não tem uma religião. A Nova Zelândia é um país laico.
A economia da Nova Zelândia é baseada, principalmente, na agricultura, serviços, indústria (têxtil e de maquinário) e turismo. O padrão de vida é alto na Nova Zelândia, assim como o custo de vida. A renda per capita neozelandesa era, em 2013, de aproximadamente NZ$ 28 500 dólares.